# 8804 Eliason
8804 Eliason este un asteroid din centura principală, descoperit pe 5 mai 1981, de Carolyn Shoemaker și Eugene Shoemaker.